# Droga wojewódzka nr 774

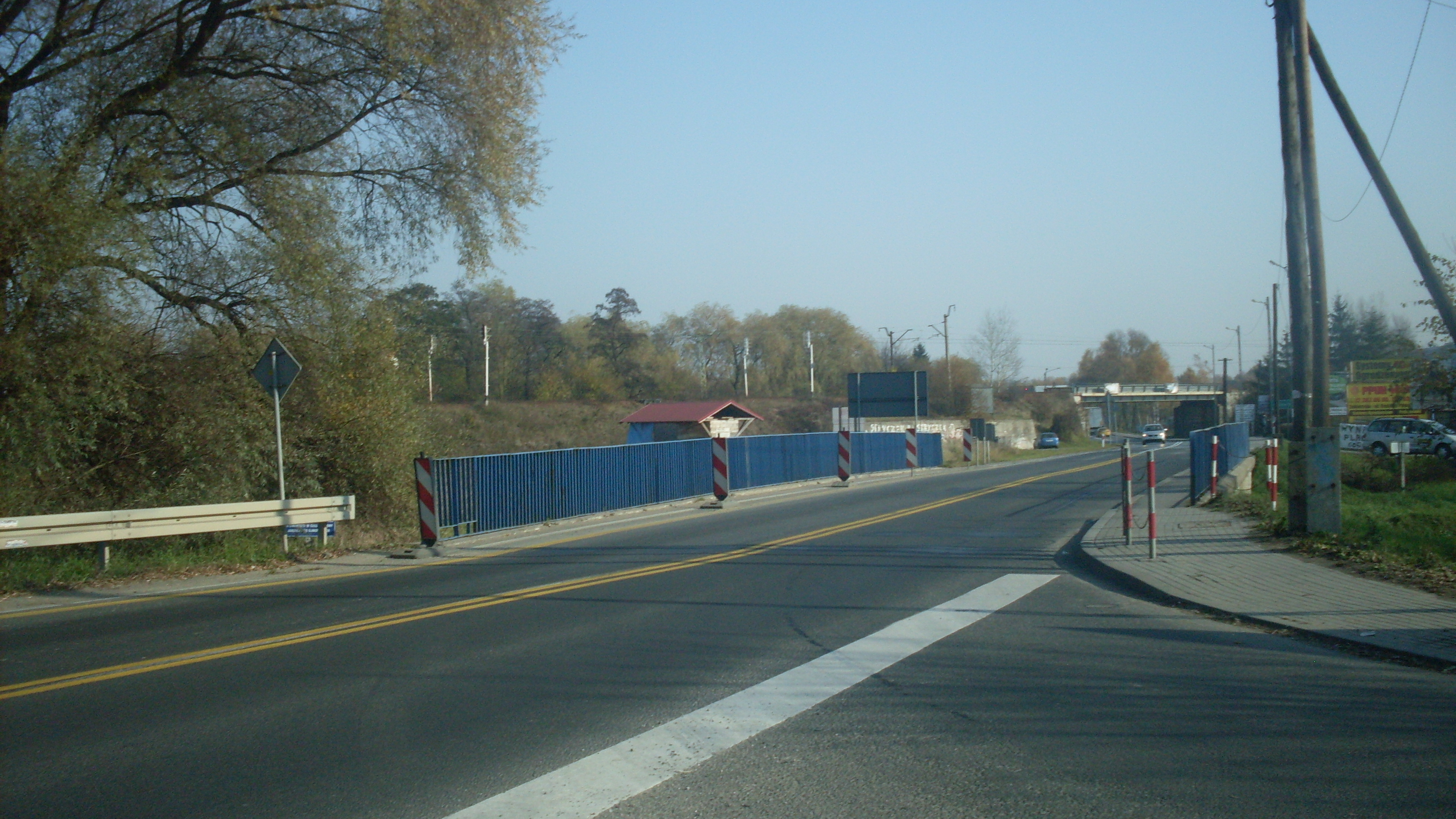
Skrzyżowanie DK 79 z DW 774 w Zabierzowie

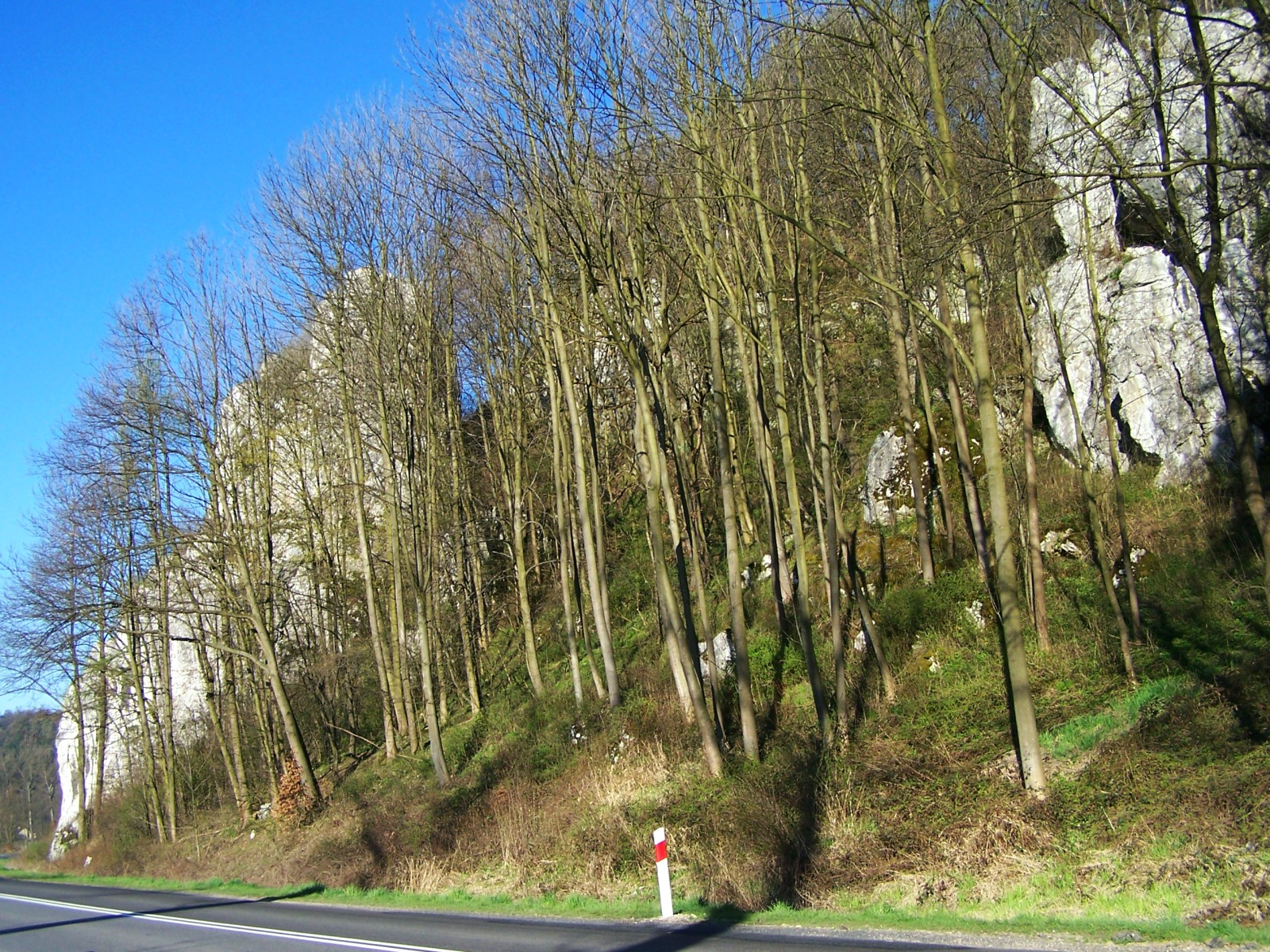
Skała Kmity przy DW 744

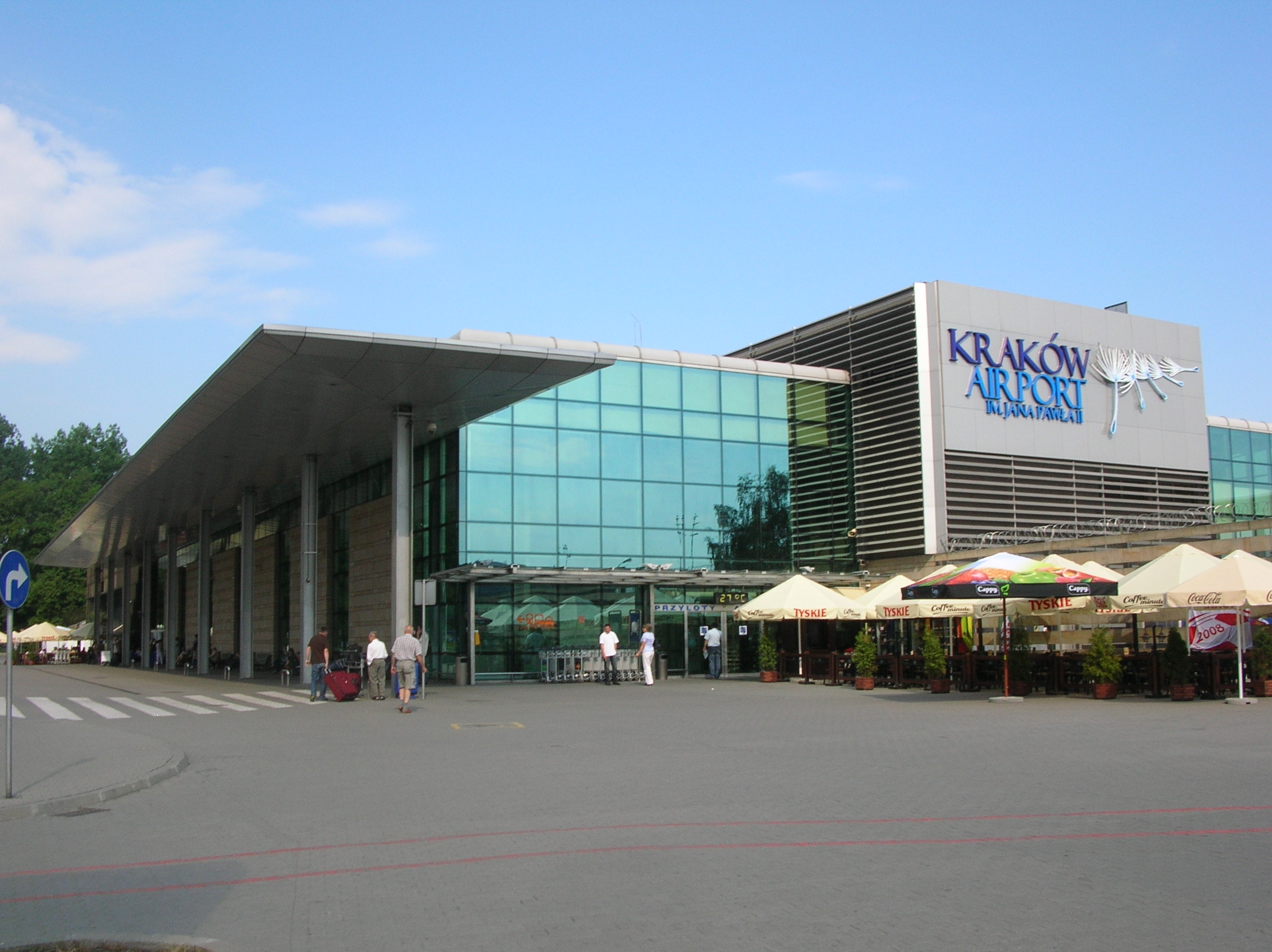
Port lotniczy Kraków-Balice przy DW 774

Droga wojewódzka nr 774 (DW774) – droga wojewódzka o długości 9 km łącząca Zabierzów  z Kryspinowem, położona w województwie małopolskim.
Droga przebiega obok Międzynarodowego Portu Lotniczego im. Jana Pawła II Kraków-Balice. W pobliżu lotniska znajduje się zjazd Balice z autostrady (A4). Tuż przy drodze, pomiędzy miejscowościami Zabierzów i Balice znajduje się rezerwat przyrody Skała Kmity.

## Średni dobowy ruch w punktach pomiarowych na drodze wojewódzkiej nr 774 w 2005 r.[1].
| Odcinek drogi    | Pikietaż początku odcinka drogi | Pikietaż końca odcinka drogi | Długość odcinka drogi | Pikietaż punktu pomiarowego | Miejscowość | SDR 2005 |
| ---------------- | ------------------------------- | ---------------------------- | --------------------- | --------------------------- | ----------- | -------- |
| Zabierzów-Balice | 0.0                             | 5.0                          | 5.0                   | 4.5                         | Balice      | 8262     |
| Balice-Kryspinów | 5.0                             | 8.4                          | 3.4                   | 5.5                         | Balice      | 6894     |

## Miejscowości leżące przy trasie DW774
- Zabierzów (DK79)
- Balice (A4)
- Cholerzyn, Bory Cholerzyńskie
- Budzyń
- Kryspinów (DW780)